# Guardatele ma non toccatele
Pour plus de détails, voir Fiche technique et Distribution.
Guardatele ma non toccatele (littéralement en français : « Regardez-les, mais ne les touchez pas ! ») est un film italien réalisé par Mario Mattoli, sorti en 1959.
Le film est tourné dans l'Aéroport de Guidonia au nord de Rome.

## Synopsis
Dans un aéroport militaire italien arrive un DC-3 américain avec un groupe de très jolies jeunes filles de l'armée américaine. Les militaires italiens qui sont attirés par ces femmes commencent à essayer de les draguer ...

## Fiche technique
- Titre : Guardatele ma non toccatele
- Réalisation : Mario Mattoli
- Scénario : Bruno Baratti, Franco Castellano, Giuseppe Moccia, Ettore Scola
- Photographie : Riccardo Pallottini
- Montage : Gisa Radicchi Levi
- Musique : Gianni Ferrio
- Décors :
- Costumes :
- Producteur : Isidoro Broggi, Renato Libassi
- Société de production : Manenti Film, D.D.L.
- Pays de production :  Italie
- Langue : Italien
- Format : Noir et blanc — 35 mm — 2,35:1 — Son : Mono
- Genre : Comédie
- Durée : 90 minutes
- Dates de sortie :
  - Italie : 1959
  - Canada : 13 mars 1961
  - Allemagne de l'Ouest : 13 octobre 1961

## Distribution
- Ugo Tognazzi : le maréchal La Notte
- Caprice Chantal : la capitaine Rebecca O'Connor
- Johnny Dorelli : le lieutenant Altieri
- Lynn Shaw : Julia
- Bice Valori : Irma, épouse du maréchal La Notte
- Corrado Pani : Claudio, l'aviateur
- Liana Orfei : Alison
- Edy Vessel : Maggie, la jeune fille de la WAC
- Raimondo Vianello : le commandant de l'aéroport de Guidonia
- Fred Buscaglione : lui-même
- Bruce Cabot : le colonel Joe Charleston
- Chelo Alonso : Pepita Garcia
- Giacomo Furia : Edoardo Capuano
- Tino Scotti : le portier de l'hôtel
- Giampiero Littera : l'aviateur Adolfo Paniconi
- Gino Buzzanca : le major
- Enzo Garinei : l'aviateur, chef de l'orchestre
- Gianni Minervini : le militaire au bar de l'aéroport
- Franco Andrei : l'aviateur, joueur de guitare